# 王繼禮
王繼禮（1480年—？），字行之，号节斋，陝西文县（今屬甘肅省）铁楼新寨人，明朝政治人物，同进士出身。

## 生平
正德十一年（1516年）丙子科陝西鄉試第四十五名舉人。正德十六年（1521年）中式辛巳科會試第二百二十九名，登第三甲第一百一十一名進士。嘉靖年间，担任直隶阜城知县。嘉靖四年（1525年）授南京户部主事。嘉靖五年（1526年）调兵部車驾司主事。嘉靖六年（1527年）调职方司主事，六年九月改任四川道监察御史。嘉靖十一年（1532年）迁升徽州府知府。嘉靖十四年（1535年）四月擢升为浙江副使。嘉靖十七年（1538年）升浙江参政，分守杭州、嘉州、湖州诸路。嘉靖十八年（1539年）升湖广按察使，死于任内。

## 家族
曾祖王貴；祖父王雄；父王景惠，曾任監生。母蕭氏。永感下，兄继学。